# Alain Jessua
Pour les articles homonymes, voir Jessua.
Alain Jessua est un réalisateur, producteur, scénariste et romancier français, né le 16 janvier 1932 à Paris 16e et mort le 30 novembre 2017 à Évreux (Eure).

## Biographie
Alain Jessua est le fils de Saby Jessua, industriel, et de Lily Josipovici. Il débute dans le cinéma à l'âge de 19 ans comme stagiaire sur le film Casque d'Or (1952) de Jacques Becker. Il est l’assistant de Max Ophüls, Marcel Carné, Yves Allégret et Jacques Becker avant de réaliser son unique court-métrage, Léon la lune qui lui vaut le prestigieux prix Jean-Vigo en 1957.
Quelques années plus tard, en 1963, son premier long-métrage (devenu « culte » auprès des cinéphiles) est doublement primé, à Cannes et à Venise : La Vie à l’envers, avec Charles Denner et Jean Yanne, dont c'est le premier rôle au cinéma. Il enchaîne ensuite une série de longs-métrages qu’il produit lui-même (audace assez rare dans le paysage cinématographique français) : Jeu de massacre (Prix du meilleur scénario à Cannes en 1967), avec Michel Duchaussoy et Jean-Pierre Cassel ; Traitement de choc (1972), gros succès public, avec Alain Delon et Annie Girardot. Suivront : Armaguedon (1977), avec Alain Delon, Jean Yanne et Michel Duchaussoy ; Les Chiens (1979), avec Gérard Depardieu, Victor Lanoux, Nicole Calfan et Fanny Ardant ; Paradis pour tous (1982), avec Patrick Dewaere — son dernier rôle, il se suicide pendant le montage du film —, Jacques Dutronc et Fanny Cottençon, Frankenstein 90 (1984), avec Eddy Mitchell et Jean Rochefort ; En toute innocence (1988), avec Michel Serrault et Nathalie Baye ; enfin, Les couleurs du diable (1997), avec Ruggero Raimondi, Wadeck Stanczak et Isabelle Pasco…
Alain Jessua fait régulièrement l’objet d'hommages en France et à l'étranger. Son court-métrage Léon la lune a ainsi été projeté au Museum of Modern Art (MOMA) de New York en 2010 et Martin Scorsese a cité La Vie à l’envers comme un des films qui l’ont vraiment marqué[réf. souhaitée]. De ce cinéaste souvent visionnaire, Jean Tulard, dans son Dictionnaire du Cinéma, écrit : « Il tourne peu mais bien. Il propose un cinéma où il aborde les problèmes de notre temps et lance des cris d’alarme ».
Alain Jessua est aussi l'auteur de huit romans, publiés notamment aux éditions Léo Scheer et chez JC Lattès.

### Vie privée
Il se marie le 26 octobre 1961 avec Anna Gaylor, actrice, avec laquelle il a un fils : Frédéric.
Divorcé en 1989, la journaliste Régine Magné  a été sa compagne durant les trente dernières années de sa vie.

### Hommage
Une rétrospective lui est consacrée à la Cinémathèque française en 2017.

## Filmographie
- 1956 : Léon la lune (court métrage)
- 1964 : La Vie à l'envers
- 1967 : Jeu de massacre
- 1973 : Traitement de choc
- 1977 : Armaguedon
- 1979 : Les Chiens
- 1982 : Paradis pour tous
- 1984 : Frankenstein 90
- 1988 : En toute innocence
- 1997 : Les Couleurs du diable

## Œuvre littéraire
- 1999 : Crèvecœur, roman (éd. JC Lattès)
- 2003 : Ce sourire-là, roman (éd. JC Lattès)
- 2006 : Bref séjour parmi les hommes, roman (éd. du Rocher)
- 2007 : La Vie à l'envers, roman (éd. Léo Scheer)
- 2008 : Un jardin au paradis, roman (éd. Léo Scheer)
- 2011 : Petit Ange, roman (éd. Léo Scheer)
- 2017 : Monsieur le juge
- 2017 : L’œil Picasso

## Distinctions
- Prix Jean-Vigo du meilleur court métrage en 1957 pour Léon la lune.
- Prix de la meilleure première œuvre, prix des critiques de films italiens et nomination au Lion d'or de Saint Marc, lors de la Mostra de Venise 1964 pour La Vie à l'envers.
- Prix du scénario lors du Festival de Cannes 1967 pour Jeu de massacre.
- Nomination au prix du meilleur film, lors du Festival international du film de Moscou 1979 pour Les Chiens.
- Prix du meilleur scénario et nomination au prix du meilleur film, lors du festival Fantasporto 1985 pour Frankenstein 90.
- Prix du meilleur acteur et nomination au prix du meilleur film, lors du MystFest 1988 pour En toute innocence.